# Nagy kékkagyló
A nagy kékkagyló (Modiolus modiolus) a kagylók (Bivalvia) osztályának kékkagylók (Mytiloida) rendjébe tartozó faj.